# Grace Brown (cyclisme)
Pour les articles homonymes, voir Grace Brown et Brown.
Grace Brown, née le 7 juillet 1992 à Camperdown, est une coureuse cycliste australienne. Spécialiste du contre-la-montre, elle est championne olympique, championne du monde, double vice-championne du monde et quadruple championne d'Australie. Elle utilise ces qualités également comme baroudeuse, avec notamment la victoire à la Classic Bruges-La Panne en 2021 et Liège-Bastogne-Liège en 2024.

## Biographie
Après avoir pratiqué le cross-country et l'athlétisme depuis son enfance, Grace Brown commence le cyclisme en 2015 après une série de blessures. Membre du St Kilda Cycling Club, elle s'illustre rapidement, s'imposant en 2016 sur le Victorian Road Series, le calendrier de courses sur route de l'État de Victoria.
Elle intègre l'année suivante une équipe de niveau national, Holden Team Gusto Racing. Elle obtient de bons résultats sur les courses du National Road Series, avant de se révéler en début d'année 2018. Aux championnats d'Australie, elle prend la troisième place de la course en ligne et la quatrième du contre-la-montre. Elle enchaîne avec le Santos Women's Tour, où elle se classe troisième d'une étape et cinquième du classement général. En mars, aux championnats d'Océanie, elle remporte la médaillée d'or du contre-la-montre et la médaille d'argent de la course sur route. Ces résultats lui permettent d'intégrer en mai l'équipe Wiggle High5, avec laquelle elle dispute La course by Le Tour de France. En fin de saison, elle participe au championnat du monde sur route avec l'équipe d'Australie et en prend la 48e place.

### 2019
En 2019, Grace Brown est engagée par l'équipe australienne Mitchelton-Scott. Elle fait ses débuts avec cette dernière à l'occasion des championnats d'Australie où elle décroche le titre en contre-la-montre. Elle remporte la troisième étape du Santos Women's Tour la semaine suivante.
Au Tour de Drenthe, Grace Brown attaque avant la dernière ascension du VAM berg. À cinquante-et-un kilomètres de l'arrivée, elle a trente secondes d'avance sur un peloton éclaté. Son avantage croit à deux minutes à vingt-cinq kilomètres du but. Les derniers secteurs pavés ont cependant raison de sa motivation et elle perd progressivement le coup de pédale pour se faire rattraper. Au  Trofeo Alfredo Binda-Comune di Cittiglio, lors de la première montée d'Orino, Grace Brown réédite une attaque loin. Elle passe sur la ligne avec vingt-cinq secondes d'avance sur Leah Thomas, partie en contre, et quarante-cinq sur le peloton. Un regroupement général a lieu après l'ascension suivante d'Orino.

### 2020
Amanda Spratt remporte le Championnat d'Australie sur route pour la troisième fois de sa carrière en s'échappant après un tiers de la course avec Justine Barrow et Grace Brown ,.
Lors du contre-la-montre des championnats du monde, Grace Brown prend la cinquième place. Sur la celle-ci, à quatre-vingt-trois kilomètres de l'arrivée, Alison Jackson attaque avec Grace Brown. Toutefois, cette dernière est rapidement distancée.
À Liège-Bastogne-Liège, un groupe de huit favorites sort peu avant la côte de la Vecquée. Grace Brown opère la jonction dans la côte de la Vecquée. Ce groupe obtient rapidement une minute d'avance. Il arrive au pied de la Redoute avec une minute trente d'écart. Elizabeth Deignan y attaque. Sur la Roche aux Faucons, Grace Brown part seule et part en chasse sur Elizabeth Deignan. Elle reprend petit à petit du terrain, mais finit deuxième pour neuf secondes. À la Flèche brabançonne, Grace Brown contre une attaque de Lauren Stephens à dix-sept kilomètres de l'arrivée et s'impose seule.

### 2021

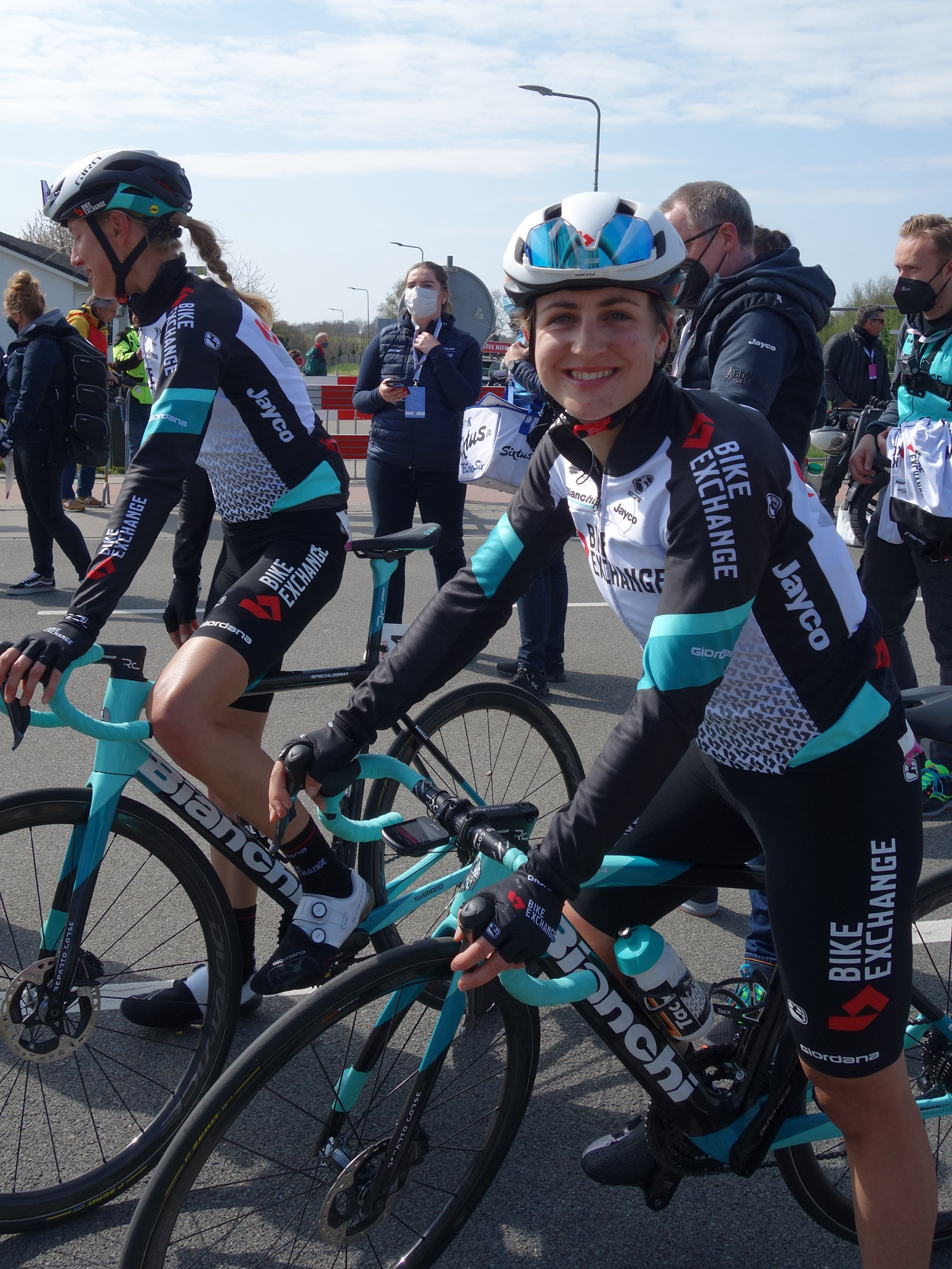
À l'Amstel Gold Race

Au championnat d'Australie du contre-la-montre, Grace Brown prend la deuxième place derrière Sarah Gigante. Sur la course en ligne, Sarah Roy s'impose devant Grace Brown. Au Circuit Het Nieuwsblad, Grace Brown se maintient dans le groupe de tête et prend la huitième place. À Nokere, à cinquante kilomètres de l'arrivée, Grace Brown attaque. Elle est suivie par Amy Pieters et Lisa Klein. Au sprint, Amy Pieters s'impose devant Grace Brown. Aux Trois Jours de La Panne, un groupe de douze favorites dont Grace Brown se forme au kilomètre trente-deux. À dix kilomètres de la ligne, Grace Brown attaque seule. Malgré la présence d'équipières dans le groupe de poursuite, l'Australienne se maintient en tête jusqu'au bout.
Au Tour des Flandres, au sommet du Quaremont, elle produit une puissante attaque. Annemiek van Vleuten part ensuite seule. Au sprint pour la deuxième place, Grace Brown est devancée par Lisa Brennauer et est donc troisième de la course,. À l'Amstel Gold Race, après le Bemelerberg, Rooijakkers et Brown se retrouvent échappées en tête. Dans la descente menant au Geulhemmerberg, Brown distance Rooijakkers. Grace Brown est finalement reprise dans l'ascension finale du Cauberg.
Au Tour de Burgos, Grace Brown attaque proche du col de La Lora. Elle est suivie par Elise Chabbey. Niamh Fisher-Black fait le bond ensuite. Grace Brown s'impose au sprint. Le lendemain, Elise Chabbey lui ravit la première place du classement général. Grace Brown est septième du classement général final. Elle est cinquième du sprint à La course by Le Tour de France. Au Tour d'Italie, elle prend la troisième place du contre-la-montre en côte à une minute dix-sept d'Anna van der Breggen. Elle se classe quatrième du contre-la-montre olympique sept secondes derrière Anna van der Breggen.

### 2022
En 2022, elle rejoint l'équipe FDJ-Nouvelle Aquitaine-Futuroscope. Elle commence la saison en devenant championne d'Australie du contre-la-montre. Elle est septième du Tour des Flandres. À Liège-Bastogne-Liège, entre la côte de la Redoute et la Roche-aux-faucons, Grace Brown attaque. Dans la Roche-aux-faucons, Van Vleuten attaque de nouveau et double l'Australienne. Le groupe de poursuite est constitué de Brown, Moolman-Pasio, Demi Vollering et Marta Cavalli. Elles ne peuvent reprendre Van Vleuten, qui s'impose donc seule. Derrière, Brown règle le groupe.

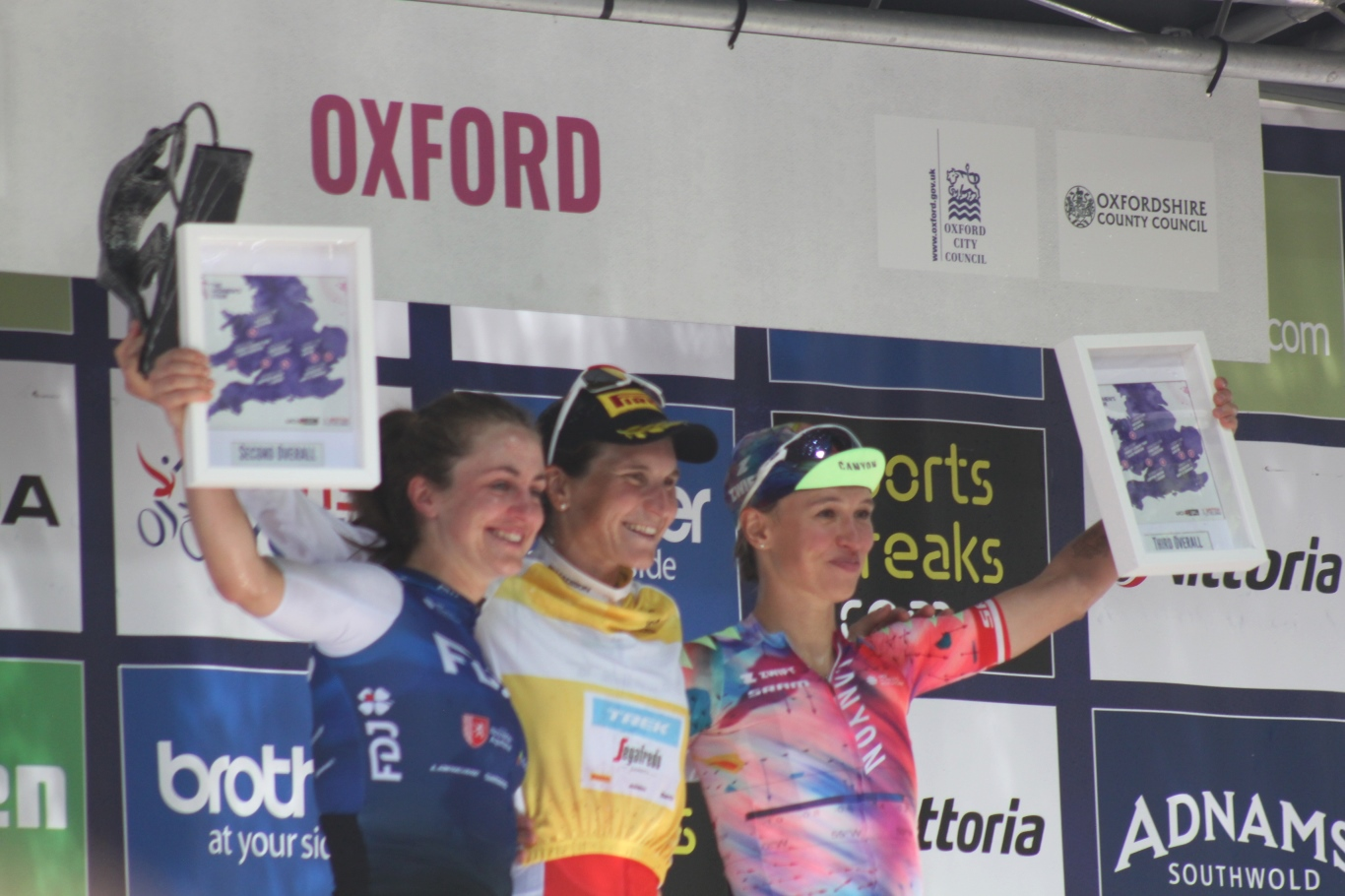
Podium du Women's Tour

Au Women's Tour, elle gagne la quatrième étape échappée et prend la tête du classement général. Dans la dernière étape, la surprenante troisième d'Elisa Longo Borghini dans le sprint, lui permet de remporter le classement final devant l'Australienne. En août, elle est troisième du Grand Prix de Plouay.
Au Simac Ladies Tour, sur la troisième étape, elle attaque à vingt-sept kilomètres de l'arrivée. Amber Kraak part à sa poursuite et la rejoint. Elles sont reprises à dix-neuf kilomètres de l'arrivée. Aux dix kilomètres, Alexandra Manly passe à l'offensive. Brown la marque. Elise Chabbey contre. Brown l'accompagne également. Ce duo n'est plus repris. Au sprint, Brown devance Chabbey.
Aux championnats du monde, Grace Brown réalise le premier temps de référence sur le  contre-la-montre et reste en tête jusqu'à ce que la vainqueur sortante Ellen van Dijk n'améliore sa marque. Elle est donc deuxième,. Elle est aussi active sur la course en ligne.

### 2023

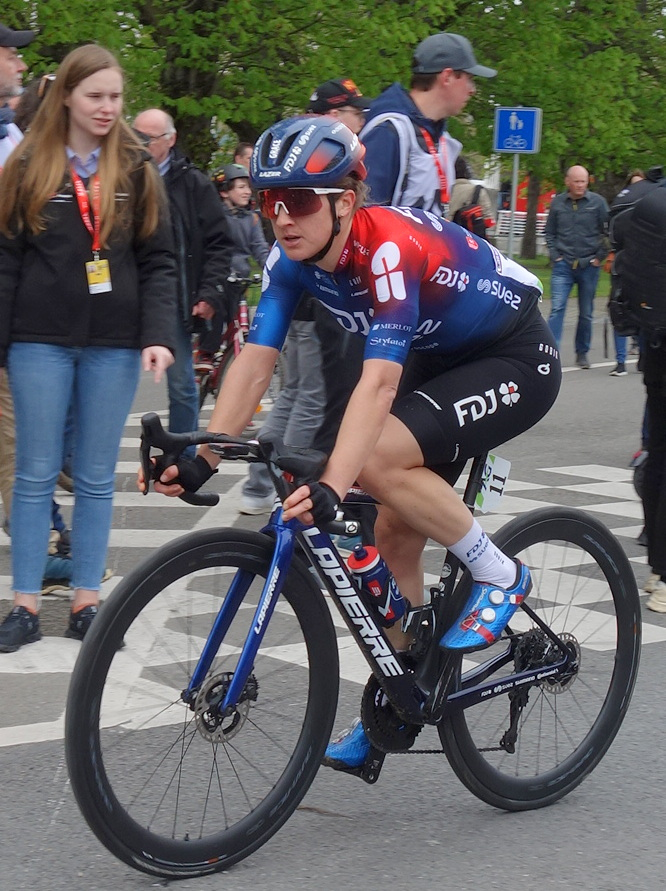
À l'arrivée de Liège-Bastogne-Liège 2023.

En janvier, elle conserve son titre de championne d'Australie du contre-la-montre. Au Women's Tour Down Under, elle est cinquième de la deuxième étape. Sur l'ultime étape, dans Corkscrew Road, Amanda Spratt attaque à un kilomètre et demi du sommet. Grace Brown la suit à distance. Elle revient au bout de sept kilomètres de descente, soit sous la flamme rouge. Brown devance Spratt au sprint. Elle remporte ainsi le classement général.
Sur l'Amstel Gold Race, dans le final, Soraya Paladin s'échappe. Grace Brown part en poursuite de l'Italienne et opère la jonction à cinq kilomètres de l'arrivée. Dans le Cauberg, Paladin distance Brown. Elle remporte le Grand Prix du Morbihan, puis le Tour de Bretagne.
Elle est quatrième du contre-la-montre du Tour de France. Elle remporte la médaille d'argent du contre-la-montre aux championnats du monde de cyclisme sur route 2023 à Stirling en Écosse 5 secondes derrière Chloé Dygert, malgré un final plus rapide que l'Américaine. Elle remporte ensuite l'étape contre-la-montre du Tour de Scandinavie.

### 2024
En janvier, elle est sacrée, pour la quatrième fois, Championne d'Australie du contre-la-montre devant Brodie Chapman et Georgie Howe. Déjà active sur la Flèche wallonne, lors de Liège-Bastogne-Liège, elle sort avec Elise Chabbey et six autres coureuses dans Côte de Stockeu. La Côte de la Redoute provoque l'éclatement du groupe de tête. Brown, Chabbey et Cadzow passent les premières au sommet. Les favorites reviennent sur la tête de course après la Roche aux Faucons. Dans un rond-point, la roue arrière de Brown glisse. Elle sort de route mais ne tombe pas. Le groupe se reforme. Niewiadoma lance le sprint, elle est rapidement remontée par Longo Borghini, mais c'est Brown qui s'impose finalement.
Le 21 juin 2024, elle annonce mettre fin à sa carrière à l'issue de la saison.
Elle remporte la médaille d'or du contre-la-montre féminin de cyclisme sur route aux Jeux olympiques d'été de 2024 à Paris.
En octobre, elle est élue comme présidente de The Cyclists' Allianceà la suite d'Iris Slappendel.

## Palmarès

### Par année
- 2018
  -  Championne d'Océanie du contre-la-montre
  -  Médaillée d'argent du championnat d'Océanie sur route
  - 3e du championnat d'Australie sur route
- 2019
  -  Championne d'Australie du contre-la-montre
  - 3e étape du Santos Women's Tour
- 2020
  - Flèche brabançonne
  - 2e de Liège-Bastogne-Liège
  - 2e du championnat d'Australie du contre-la-montre
  - 3e du championnat d'Australie sur route
  - 5e du championnat du monde du contre-la-montre
- 2021
  - Classic Bruges-La Panne
  - 1re étape du Tour de Burgos
  - 2e de Nokere Koerse voor Dames
  - 2e du championnat d'Australie sur route
  - 2e du championnat d'Australie du contre-la-montre
  - 3e du Tour des Flandres
  - 4e du contre la montre des Jeux olympiques
  - 5e de La course by Le Tour de France
  - 7e du Tour de Burgos
- 2022
  -  Médaillée d'or du contre-la-montre aux Jeux du Commonwealth
  -  Championne d'Australie du contre-la-montre
  - 4e étape du Women's Tour
  - La Périgord Ladies
  - 3e étape du Ceratizit Challenge by La Vuelta
  -  Médaillée d'argent du championnat du monde du contre-la-montre
  - 2e du championnat d'Australie sur route
  - 2e de Liège-Bastogne-Liège
  - 2e du Women's Tour
  - 3e du Grand Prix du Morbihan
  - 3e de la Classic Lorient Agglomération - Trophée Ceratizit
  - 7e du Tour des Flandres
- 2023
  -  Championne d'Australie du contre-la-montre
  - Women's Tour Down Under : 
    - Classement général
    - 3e étape

  - Grand Prix du Morbihan Féminin
  - Tour de Bretagne : 
    - Classement général
    - 3e étape (contre-la-montre)

  - 4e étape du Tour de Scandinavie (contre-la-montre)
  -  Médaillée d'argent du championnat du monde du contre-la-montre
  - 5e du Tour de Scandinavie
  - 6e de l'Amstel Gold Race
- 2024
  -  Championne olympique du contre-la-montre
  -  Championne du monde du contre-la-montre
  -  Championne du monde du contre-la-montre par équipes en relais mixte
  -  Championne d'Australie du contre-la-montre
  - Liège-Bastogne-Liège
  - Tour de Bretagne : 
    - Classement général
    - 1re (contre-la-montre) et 3e étapes

  - Chrono des Nations-Les Herbiers-Vendée
  - 5e de la Deakin University Elite Women’s Road Race

### Résultats sur les grands tours

#### Tour d'Italie
4 participations
- 2020 : 93e
- 2020 : 55e
- 2021 : non partante (9e étape)
- 2024 : 34e

#### Tour de France
3 participations :
- 2022 : 20e
- 2023 : 31e
- 2024 : 27e

#### Tour d'Espagne
1 participation
- 2024 : 17e

### Classements mondiaux
| Année                                 | 2017 | 2018 | 2019 | 2020 | 2021 | 2022 | 2023 | 2024 |
| ------------------------------------- | ---- | ---- | ---- | ---- | ---- | ---- | ---- | ---- |
| Classement UCI                        | 234e | 70e  | 190e | 19e  | 14e  | 11e  | 16e  | 10e  |
| UCI World Tour                        | 138e | 190e | 126e | 23e  | 10e  | 15e  | 19e  | 26e  |
|                                       |      |      |      |      |      |      |      |      |
| Légende : nc = non classéSource : UCI |      |      |      |      |      |      |      |      |

## Distinctions
- Cycliste australienne de l'année - Sir Hubert Opperman Trophy : 2024[38]